# 普拉塔普加尔
普拉塔普加尔（Pratapgarh），是印度拉贾斯坦邦Chittaurgarh县的一个城镇。总人口35414（2001年）。

## 人口
该地2001年总人口35414人，其中男性18457人，女性16957人；0—6岁人口4784人，其中男2624人，女2160人；识字率73.82%，其中男性为79.76%，女性为67.35%。